# Jacques Van der Biest
Pour les articles homonymes, voir Van der Biest.
 (mai 2016).
Si vous disposez d'ouvrages ou d'articles de référence ou si vous connaissez des sites web de qualité traitant du thème abordé ici, merci de compléter l'article en donnant les références utiles à sa vérifiabilité et en les liant à la section « Notes et références ».
Jacques Van der Biest, né à Etterbeek le 8 octobre 1929 et mort à Bruxelles le 5 mai 2016, est un prêtre catholique belge connu pour son implication sociale dans les quartiers populaires bruxellois. Surnommé « le curé des Marolles », il a pris une part importante, depuis plus de cinquante ans, dans la naissance des comités de quartiers et de défense des habitants et sans-papiers à Bruxelles et dans le combat contre la destruction des Marolles, s'occupant principalement de l'église des Minimes.

## Biographie
Originaire d’Etterbeek, l'une des dix-neuf communes de la Région de Bruxelles-Capitale, Jacques Van der Biest passe son enfance dans le quartier modeste de la rue Gray (que l'on désigne à l'époque de manière péjorative comme étant « le bas d'Etterbeek »). Son père, ingénieur et directeur d'usine, avait choisi de s'y installer, en raison justement de son caractère populaire.
Sa famille étant de tradition catholique, il effectue ses études primaires et secondaires de 1931 à 1946, chez les jésuites, au collège Saint-Michel. Il fait ensuite des études universitaires à l'université libre de Bruxelles. Dans l'intervalle, destiné à poursuivre la profession de son père, il s'engage quelques mois dans une usine des bords de Meuse (Tubemeuse), pour être confronté à la condition ouvrière. Il obtient son diplôme d'ingénieur polytechnicien en 1951 mais décide alors d'entrer au séminaire.
Ordonné prêtre à la fin de l'année 1954, il est nommé vicaire quelques mois plus tard à la paroisse Saints-Jean-et-Étienne-aux-Minimes, en plein cœur du quartier des Marolles, qui est alors l'un des plus misérables de la ville. Il ne quittera la paroisse que pour effectuer, durant deux ans, des études de théologie à Lyon dans les années soixante. Il s'intéresse particulièrement à l'intégration de l'Église en milieu urbain (mémoire sur la pastorale de la ville), il assume alors une paroisse à Vénissieux.
En 1969, aux côtés des habitants, il prend une part active à ce que l'on appellera la première « bataille de la Marolle ». Durant des mois, la population s'oppose durement à l'extension du palais de Justice, qui implique l'expulsion de 1 200 personnes. Pour la première fois, les autorités cèdent, le projet est abandonné. On  célèbre dans le quartier l'enterrement de Promoteur, de sa femme Bureaucratie et de leur enfant Expropriation.  Cet épisode marque un tournant dans la prise de conscience de nombreux Bruxellois de la nécessité d'organiser la résistance urbaine à des projets mal conçus. Jusqu'alors, les défenseurs de la ville mettaient en avant la protection du patrimoine ancien, l'esthétique et la valeur culturelle ou historique du bâti. Le droit des habitants et les revendications politiques et sociales prendront ensuite de plus en plus de place, de nombreux comités de quartiers font leur apparition à cette époque. Jacques Van der Biest participe alors à la naissance du « Comité général d'action des Marolles », dissous en 2017, puis en compagnie de l'architecte et urbaniste Maurice Culot, du sociologue René Schoonbrodt et du juriste Philippe de Keyser, à la création de l'Atelier de recherche et d'action urbaines (ARAU). La maison d'angle rue de Montserrat et rue de la Prévoyance fut peinte en trompe-l'œil par le peintre Paul De Gobert, évoquant une place avec des maisons en couleurs sous un ciel bleu; cette œuvre a aujourd'hui disparu.
Il prendra encore part aux « batailles » suivantes : en 1979 en opposition à un plan d'aménagement du quartier, ou en 1989 où, durant plusieurs semaines, les habitants de la rue de la Samaritaine dorment dans la rue en protestation contre la politique de rénovation qui, en provoquant de fortes hausse des loyers, mène à une mutation sociale au détriment des défavorisés.
Durant la durée de son long mandat dans la paroisse, il assiste aux profonds changements de la population des Marolles. La proximité du quartier du Sablon draine un public plus aisé, les boutiques des brocanteurs font place petit à petit aux magasins des antiquaires, accentuant la gentrification. La population ancienne quitte le centre-ville pour des quartiers plus éloignés et sont remplacés durant les dernières décennies du XXe siècle par d'autres familles, puis par des demandeurs d'asiles et des sans-papiers de toutes nationalités, Jacques Van der Biest leur permettant d'occuper son église, durant de longues périodes de négociations avec les autorités en vue de leur régularisation, et les soutenant durant leurs grèves de la faim. 
De 1975 à 1985 il effectue différents voyages, en Europe et en Amérique du Sud principalement, en tant qu’expert à la Commission européenne pour les questions ayant trait au logement; il démissionne ensuite de ce poste, persuadé de l'inutilité de ses rapports. 
Toujours désireux d'ouvrir son église à la société, il accepte qu'elle serve de cadre à de nombreuses manifestations culturelles musicales, dont le Festival International de l'église des Minimes qu'il créa en 1986. La musique est une de ses grandes passions. Elle est aussi pour lui le moyen de rapprocher les gens de toutes tendances et de toutes cultures. En 2014, avec le Centre d’œuvres de Mérode, il crée l'Internationaal Festival Sint Carolus Borromeus Kerk dans l'église Saint-Charles-Borromée à Anvers.
Il meurt dans les dernières minutes de l'Ascension 2016.

## Distinctions
En 2002, l’abbé est fait chevalier de l'ordre de Léopold, la plus haute des distinctions honorifiques. Il deviendra citoyen d’honneur de la ville de Bruxelles en 2005.
Ayant atteint la limite d'âge en 2005 - et comme le veut le droit canon - il est invité à démissionner de sa charge pastorale par l'archevêque de Malines-Bruxelles, Godfried Danneels, suscitant d'importantes réactions dans le quartier où il est toujours très populaire. Différentes personnalités, dont des non-catholiques, lui apportent leur soutien, arborant des pancartes où on pouvait lire « Touche pas à mon curé ». Il bénéficie d'une dérogation temporaire, puis en 2008, il reçoit l'autorisation de rester en fonction tant que cela lui sera possible,.

### Sources
- Tribune de Bruxelles, « Jacques Van der Biest, Very important Brusseleir »
- La Libre Belgique, 25 novembre 2005, « Jacques Van der Biest, un citoyen d'honneur très entouré »
- actu24.be 5 avril 2007 « Touche pas à mon curé ! »
- Le Vif/L'Express, 20 mars 1998, Portrait : « Jacques Van der Biest Journal d'un curé de ville »
- Hebdomadaire La Tribune de Bruxelles, 12 décembre 2002, n° 4, p. 47. « Le don Camillo des Marolles, portrait de Jacques Van der Biest curé et chevalier »